# Too Late for Tears
Too Late for Tears is een film noir, geregisseerd door Byron Haskin, met in de hoofdrollen Lizabeth Scott en Dan Duryea. De zwart-witfilm werd voor het eerst uitgebracht in 1949 en werd heruitgegeven als Killer Bait in 1955. Het scenario is geschreven door Roy Huggins, die het uit een serie haalde die hij schreef voor de Saturday Evening Post. Too Late for Tears is een film in het publiek domein.

## Verhaal
Lizabeth Scott en Arthur Kennedy spelen een paar dat een tas vol geld ontvangt die voor iemand anders bedoeld was (voor Danny Fuller, gespeeld door Dan Duryea). Hij wil het geld overdragen aan de autoriteiten, zij wil het houden - ongeacht de consequenties.

## Rolverdeling
- | Acteur          | Personage           |
| --------------- | ------------------- |
| Lizabeth Scott  | Jane Palmer         |
| Don DeFore      | Don Blake/Blanchard |
| Dan Duryea      | Danny Fuller        |
| Arthur Kennedy  | Alan Palmer         |
| Kristine Miller | Kathy Palmer        |
| Barry Kelley    | Lt. Breach          |